# Bataille du Lough Raska
Expédition écossaise en Irlande
Batailles
- Moiry Pass
- Connor
- Kells
- Skerries
- Athenry
- Lough Raska
- Dysert O'Dea
- Faughart

La bataille du Lough Raska (ou de Corcomroe) opposa deux branches rivales du clan O'Brien le 15 ou 17 août 1317. 
Les forces de Muircheartach Ó Briain étaient commandées par Diarmait Ó Briain tandis que celles de Donnchadh Ó Briain étaient soutenues par Mathghamhain Ó Briain et Richard de Clare.
Diarmait Ó Briain fut victorieux, mais la guerre se poursuivit, ce qui conduisit à la bataille de Dysert O'Dea en mai 1318.